# Rio Vis

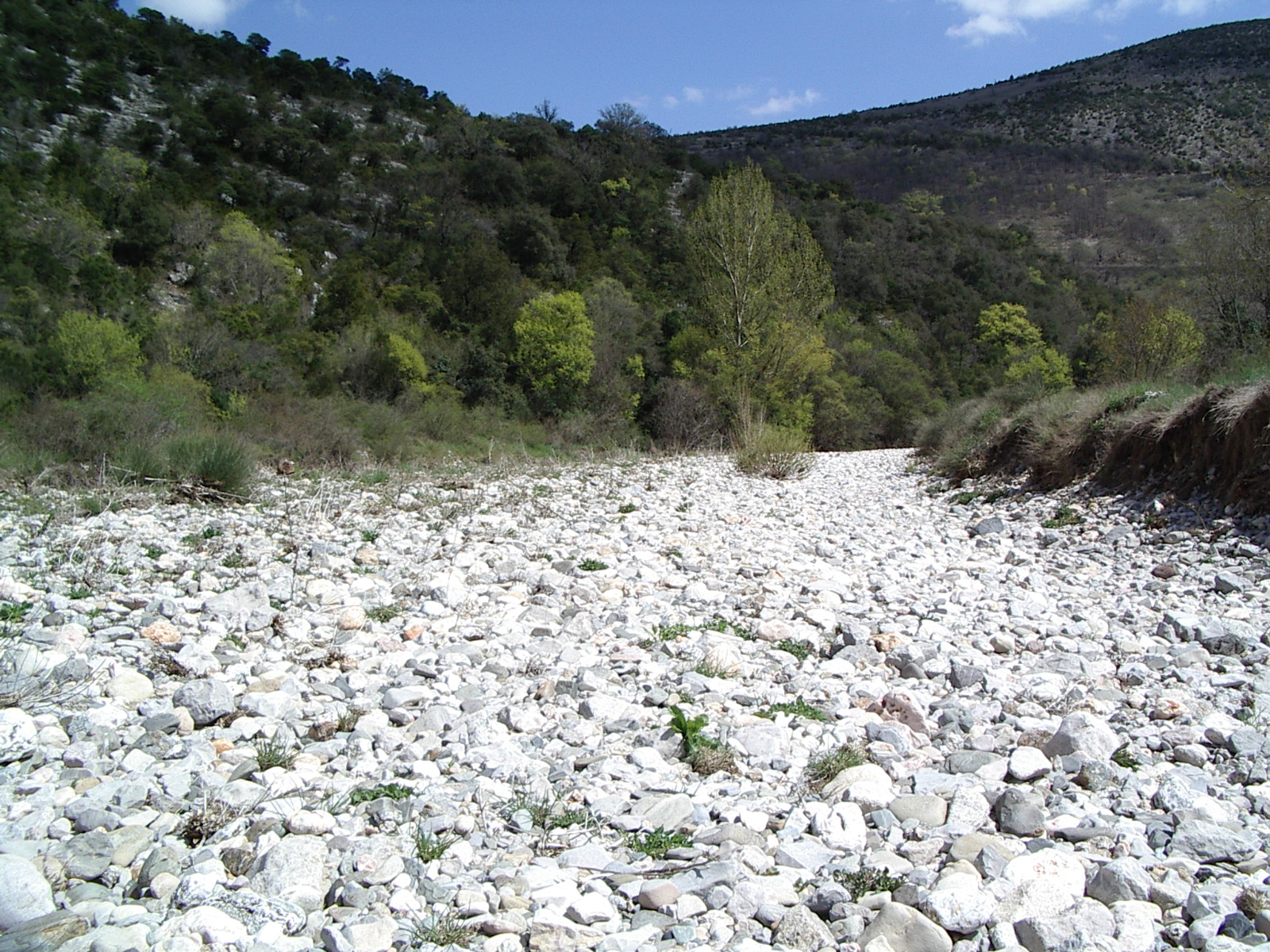
Vissec

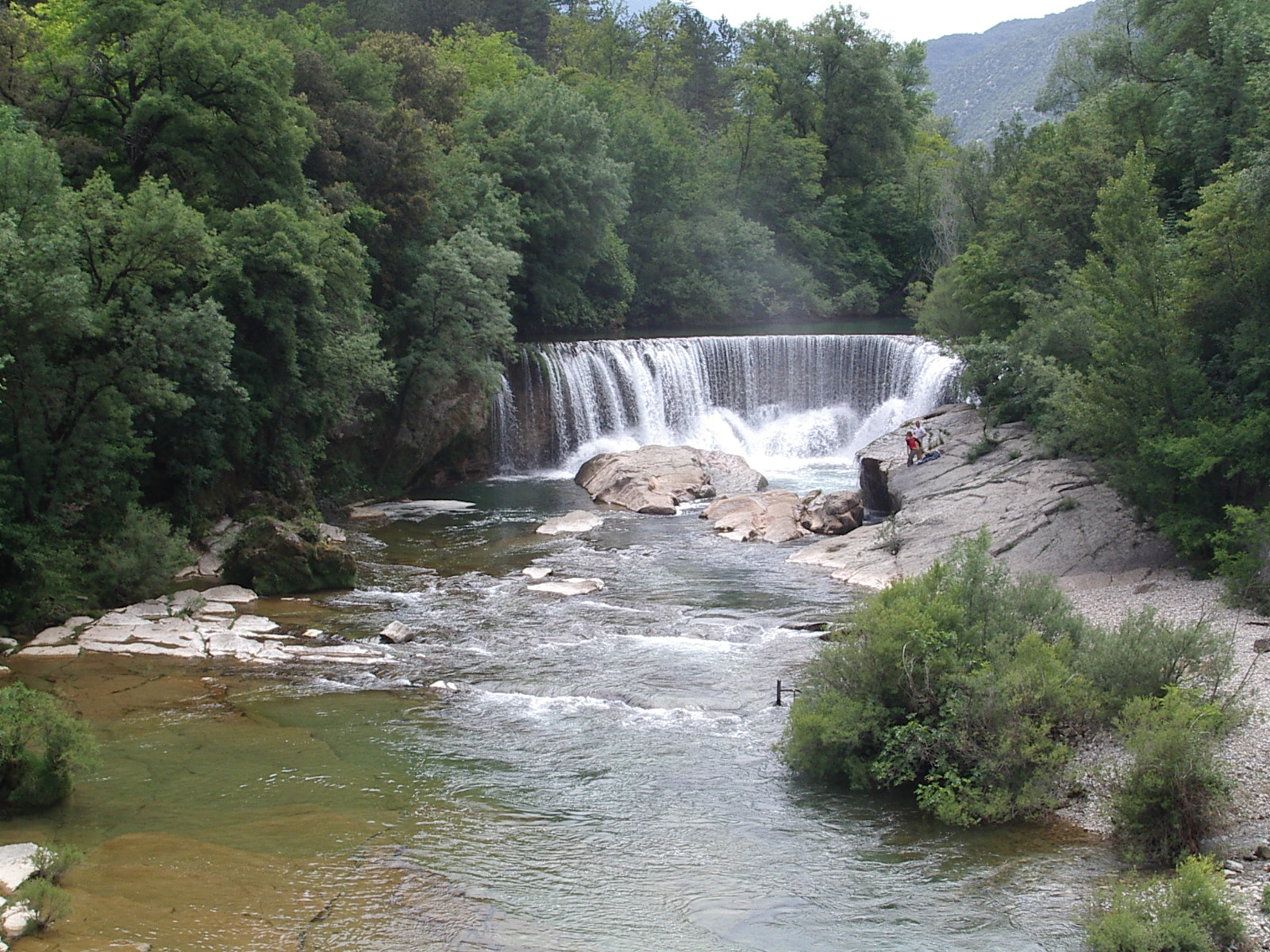
St Laurent le Minier

O Rio Vis (em ocitano: Erau) é um rio do centro-sul da França, na região de Languedoc-Roussillon. Corre pelos departamentos de Hérault e Gard. Sua extensão é de 57,9 km. Nasce nas montanhas Cevenas, próximo a vila de Alzon, e deságua no rio Hérault, próximo a cidade de Ganges. 

## Comunas
O Vis corta as seguintes comunas:
| - Alzon - Campestre-et-Luc - Blandas - Vissec - Saint-Maurice-Navacelles | - Rogues - Gorniès - Saint-Laurent-le-Minier - Cazilhac |